# Dolînske, Tomakivka
Dolînske (în ucraineană Долинське) este un sat în comuna Vîvodove din raionul Tomakivka, regiunea Dnipropetrovsk, Ucraina.

## Demografie
Componența lingvistică a localității Dolînske
     Ucraineană (92,54%)
     Rusă (7,18%)
     Alte limbi (0,28%)
Conform recensământului din 2001, majoritatea populației localității Dolînske era vorbitoare de ucraineană (92,54%), existând în minoritate și vorbitori de rusă (7,18%).